# Euselasia subargentea
Euselasia subargentea is een vlindersoort uit de familie van de prachtvlinders (Riodinidae), onderfamilie Euselasiinae.
Euselasia subargentea werd in 1904 beschreven door Lathy.